# Andrei Wiktorowitsch Markow
Andrei Wiktorowitsch Markow (russisch Андрей Викторович Марков; englische Transkription: Andrei Viktorovich Markov; * 20. Dezember 1978 in Woskressensk, Russische SFSR) ist ein ehemaliger russischer Eishockeyspieler mit kanadischem Pass. Der Verteidiger bestritt zwischen 2000 und 2017 insgesamt über 1.000 Partien für die Canadiens de Montréal in der National Hockey League (NHL), die ihn im NHL Entry Draft 1998 an 162. Position ausgewählt hatten. Für das Team erzielte er 572 Scorerpunkte und belegt gemeinsam mit Guy Lapointe den zweiten Platz unter den punktbesten Abwehrspielern Montréals aller Zeiten. Gegen Ende seiner Karriere kehrte er in seine russische Heimat zurück und gewann mit Ak Bars Kasan die Playoffs der Kontinentalen Hockey-Liga (KHL) um den Gagarin-Pokal, nachdem er 2000 und 2005 bereits die russische Meisterschaft mit dem HK Dynamo Moskau gewonnen hatte. Darüber hinaus vertrat Markow die russische Nationalmannschaft bei zahlreichen internationalen Turnieren und errang mit ihr unter anderem die Goldmedaille bei der Weltmeisterschaft 2008.

## Karriere
Andrei Markow sammelte erste Erfahrungen im Eishockeysport bei seinem Heimatverein Chimik Woskressensk und durchlief dort die Jugendabteilung. Ab 1995 wurde der Russe erstmals im Profikader eingesetzt und nahm mit der Mannschaft in der Saison 1995/96 am Spielbetrieb der Internationalen Hockey-Liga teil. In den folgenden beiden Spielzeiten lief der Defensivspieler für Chimik Woskressensk in der russischen Superliga aufs Eis. Während dieser Zeit blieb ihm ein besonderer Erfolg mit der Mannschaft verwehrt, sodass das Team in den Playoffs nicht über die erste Runde hinaus kam. Beim NHL Entry Draft 1998 wurde er in der sechsten Runde an 162. Position von den Canadiens de Montréal ausgewählt. Im Anschluss entschied sich Markow den Verein zu verlassen und nahm ein Angebot des HK Dynamo Moskau an, bei dem er unter Cheftrainer Sinetula Biljaletdinow aktiv war. In den folgenden beiden Saisons zeigte der Russe erstmals sein Offensivpotenzial auf und verbuchte jeweils 30 Scorerpunkte. In der Saison 1999/2000 bestritt Markov eine ausgezeichnete Spielzeit, als er mit Dynamo Moskau die russische Meisterschaft gewann, ins All-Star Team der Liga gewählt und als wertvollster Spieler der Saison ausgezeichnet wurde.
Daraufhin entschieden sich die Canadiens de Montréal den Verteidiger zur Saison 2000/01 nach Nordamerika loszueisen. Dort erhielt er Spielpraxis bei den Citadelles de Québec, dem Farmteam der Canadiens, für die der Russe in der American Hockey League (AHL) spielte. Er absolvierte 14 Begegnungen für die Citadelles und schaffte auf Anhieb den Sprung in die National Hockey League (NHL). In derselben Spielzeit stand Markov in 63 NHL-Spielen für die Canadiens auf dem Eis und erzielte 23 Punkte. Während der Saison 2001/02 spielte er erneut im Farmteam. Der Verteidiger bestritt zwölf Spiele und erzielte zehn Punkte. Im gleichen Jahr absolvierte er 68 Partien für die Habs. Er knüpfte an seine Leistungen vom Vorjahr an und wurde ein fester Bestandteil der Canadiens. In der Lockout-Saison 2004/05 kehrte er zum HK Dynamo Moskau zurück und gewann mit der Mannschaft zum zweiten Mal in seiner Karriere die russische Meisterschaft.
Auch nach seiner Rückkehr nach Montréal war der Russe stets einer der besten Spieler des Teams. Seine konstanten Leistungen wurden im Mai 2007 mit einer Vertragsverlängerung um vier Jahre im Wert von rund 23 Millionen US-Dollar gewürdigt. Während der Saison 2007/08 wurde Markow erstmals fürs NHL All-Star Game nominiert. Für die im Januar 2008 ausgetragene Veranstaltung fand der Russe die Aufnahme in die Startformation der Eastern Conference und bildete ein Abwehrduo mit Zdeno Chára. Auch fürs NHL All-Star Game 2009 wurde der Verteidiger von den Fans in die Startformation der Eastern Conference gewählt und lief gemeinsam mit seinen Mannschaftskameraden Alexei Kowaljow, Mike Komisarek und Carey Price aufs Eis.
Die Saison 2008/09 beendete Markow mit einer Bilanz von 64 Scorerpunkten aus 78 Begegnungen und erzielte somit zum zweiten Mal in seiner Karriere über 50 Punkte in einer Spielzeit. Anfang Oktober 2009 erlitt der Verteidiger bei einem Zusammenstoß mit Torwart Carey Price eine Knöchelverletzung, die ihn für über zweieinhalb Monate vom Spielbetrieb ausfallen ließ. Im Juli 2010 wurde dem Verteidiger feierlich die kanadische Staatsbürgerschaft verliehen. Auch während der Spielzeit 2010/11 blieb der Russe nicht von Verletzungen verschont und verletzte sich am 13. November 2010 in der Begegnung gegen die Carolina Hurricanes am rechten Knie, sodass die Saison für den Verteidiger nach lediglich sieben Einsätzen beendet war. Markow musste sich einer Operation unterziehen, in der sein Meniskus repariert und das vordere Kreuzband rekonstruiert wurden.

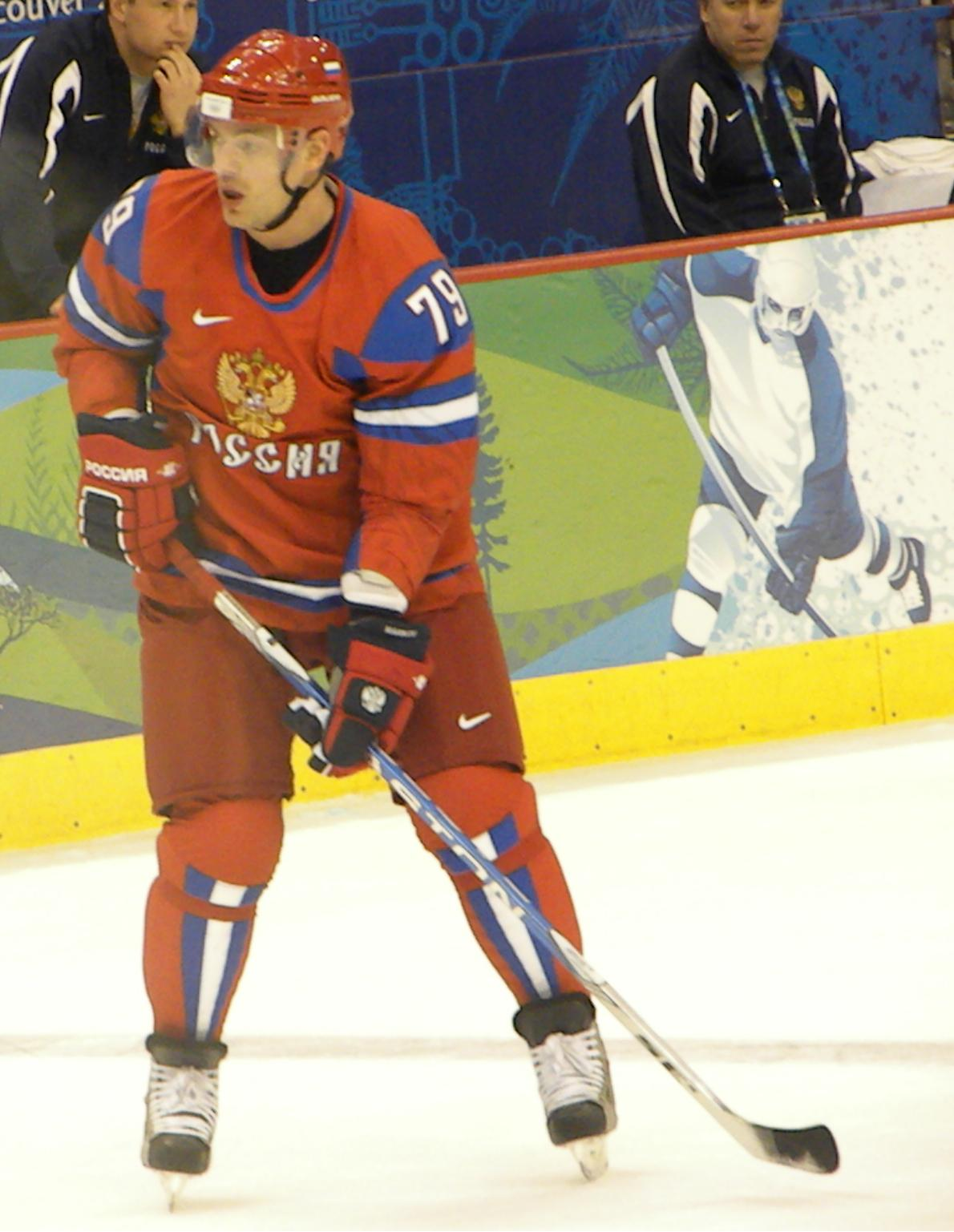
Markow bei den Olympischen Winterspielen 2010

Aufgrund des NHL-Lockouts spielte Markow von Oktober 2012 bis Januar 2013 für Witjas Tschechow in der Kontinentalen Hockey-Liga (KHL). Nach Ende des Lockouts kehrte er zu den Canadiens zurück und erzielte in der verkürzten NHL-Saison 2012/13 30 Punkte in 48 Spielen, davon 23 in Überzahlsituationen. Mit acht Powerplay-Toren führte Markow zudem alle Verteidiger der Liga an. Nach der Spielzeit 2016/17 erhielt Markow keinen neuen Vertrag in Montréal und verließ die Canadiens nach insgesamt 17 Jahren mit über 1000 absolvierten Spielen sowie 572 erzielten Scorerpunkten. In den ewigen Ranglisten der Canadiens belegt der Russe damit Rang sechs nach Einsätzen in der regulären Saison sowie (gemeinsam mit Guy Lapointe) Platz zwei der punktbesten Abwehrspieler.
Im Juli 2017 kehrte Markow daraufhin in seine russische Heimat zurück, wo er einen Zweijahresvertrag bei Ak Bars Kasan aus der KHL unterschrieb. Mit dem Team gewann er direkt im ersten Jahr nach seiner Rückkehr in die russische Heimat die KHL-Playoffs um den Gagarin-Pokal. Zur Saison 2019/20 wechselte der Verteidiger zu Lokomotive Jaroslawl, wo er seine letzte Spielzeit im Profibereich bestreiten sollte. Im April 2020 verkündete er offiziell das Ende seiner aktiven Karriere.

### International
Markow vertrat sein Heimatland sowohl im Junioren- als auch Seniorenbereich auf internationaler Ebene.
Erstmals spielte der Verteidiger bei der U18-Junioren-Europameisterschaft 1996, wo er mit der Mannschaft Europameister wurde. Des Weiteren errang er bei der Junioren-Weltmeisterschaft 1997 die Bronzemedaille. Ein Jahr später lief er auch bei der Junioren-Weltmeisterschaft 1998 auf. Dort errang Russland die Silbermedaille und Markow wurde zudem ins All-Star-Team des Turniers berufen.
Für die Seniorenauswahl der Sbornaja trat Markow erstmals bei der Weltmeisterschaft 1999 in Erscheinung. Dort blieben die Russen aber ebenso ohne Medaille wie bei der Weltmeisterschaft im Jahr 2000. Bei der WM im eigenen Land enttäuschte das ambitionierte Team maßlos und beendete selbige auf dem elften Rang. Nach der großen Enttäuschung dauerte es fünf Jahre bis zur Weltmeisterschaft 2005, ehe Markow wieder für sein Heimatland bei einem internationalen Turnier antrat. Das Team sicherte sich dort die Bronzemedaille, ebenso wie bei der Weltmeisterschaft 2007. Markow verbuchte in acht Turnierspielen acht Scorerpunkte. Dies bescherte ihm neben der Wahl ins All-Star-Team auch die Ernennung zum besten Verteidiger des Wettbewerbs. Ein Jahr später feierte der Abwehrspieler schließlich den größten internationalen Erfolg Russland seit Beginn der 1990er-Jahre, als er bei der Weltmeisterschaft 2008 in Kanada die Goldmedaille gewann. Des Weiteren stand der Russe im Kader bei den Olympischen Winterspielen 2006 in Turin, 2010 in Vancouver sowie 2014 in Sotschi. Zudem vertrat er sein Heimatland beim World Cup of Hockey 2016.

## Erfolge und Auszeichnungen
| - 2000 Russischer Meister mit dem HK Dynamo Moskau - 2000 Wertvollster Spieler der Superliga - 2000 Superliga All-Star-Team - 2005 Bester Verteidiger des IIHF Continental Cups - 2005 Russischer Meister mit dem HK Dynamo Moskau - 2005 Superliga All-Star-Team | - 2008 Teilnahme am NHL All-Star Game - 2009 Teilnahme am NHL All-Star Game - 2013 Teilnahme am KHL All-Star Game (ohne Einsatz) - 2018 Teilnahme am KHL All-Star Game - 2018 Gagarin-Pokal-Sieger und russischer Meister mit Ak Bars Kasan |

### International
| - 1996 Goldmedaille bei der U18-Junioren-Europameisterschaft - 1997 Bronzemedaille bei der Junioren-Weltmeisterschaft - 1998 Silbermedaille bei der Junioren-Weltmeisterschaft - 1998 All-Star-Team bei der Junioren-Weltmeisterschaft - 2005 Bronzemedaille bei der Weltmeisterschaft | - 2007 Bronzemedaille bei der Weltmeisterschaft - 2007 Bester Verteidiger der Weltmeisterschaft - 2007 All-Star-Team der Weltmeisterschaft - 2008 Goldmedaille bei der Weltmeisterschaft |

## Karrierestatistik

### International
Vertrat Russland bei:
| - U18-Junioren-Europameisterschaft 1996 - Junioren-Weltmeisterschaft 1997 - Junioren-Weltmeisterschaft 1998 - Weltmeisterschaft 1999 - Weltmeisterschaft 2000 - World Cup of Hockey 2004 - Weltmeisterschaft 2005 | - Olympischen Winterspielen 2006 - Weltmeisterschaft 2007 - Weltmeisterschaft 2008 - Olympischen Winterspielen 2010 - Olympischen Winterspielen 2014 - World Cup of Hockey 2016 |

(Legende zur Spielerstatistik: Sp oder GP = absolvierte Spiele; T oder G = erzielte Tore; V oder A = erzielte Assists; Pkt oder Pts = erzielte Scorerpunkte; SM oder PIM = erhaltene Strafminuten; +/− = Plus/Minus-Bilanz; PP = erzielte Überzahltore; SH = erzielte Unterzahltore; GW = erzielte Siegtore; 1 Play-downs/Relegation; Kursiv: Statistik nicht vollständig)